# 高雄捷運黃線先導公車
高雄捷運黃線先導公車，為高雄捷運黃線之捷運先導公車路線，目的為培養捷運黃線通
勤族群及運量，及讓乘客熟悉黃線路線。
仿照捷運黃線人字形路線，分為兩路線：黃1線（Y1）路線：行駛於鳥松與亞洲新灣區間，由漢程客運營運，主要經過澄清湖、東三民區、三多路商圈；黃2線（Y2）路線：行駛於鳥松與前鎮高中間，主要經過澄清湖、五甲地區，由港都客運營運。
先導公車黃2線於2018年4月1日開始營運，部份班次採跳蛙方式減少停站（B線）及延駛小港（C線）。
黃1線於2018年12月1日開始營運，全路線皆以電動公車行駛。

## 路線基本資料
目前先導公車行駛路線分為兩段主要路線：
- 黃1（Y1）路線：走人字形上方路線，行經長庚醫院、澄清湖、建工商圈、市府四維行政中心、三多商圈、亞洲新灣區。

- 黃2（Y2）路線：走人字形下方路線，行經長庚醫院、澄清湖、市府鳳山行政中心、衛武營、議會、五甲商圈。依停站方式及延駛路段分為A、B、C三種子路線。黃2A為各站停靠。黃2B於小港站發車,黃2C延駛公車小港站，並採B→C→B→C形式交互發車。黃2A黃2B黃2C皆使用快充式電動車。

### 配車

#### 黃1
- 中國廈門金旅XML6125EV電動低地板公車：EAL-0979~EAL-0991

- 中國廈門金旅XML6925JEV電動低地板公車：EAL-0998~EAL-1000、EAL-2801~EAL-2810、EAL-2839、EAL-2850~EAL-2857、EAL-2883~EAL-2887、EAL-2898~EAL-2899(此車款之全數配車與紅30、紅31、紅35、72、76路線共用配車)

#### 黃2

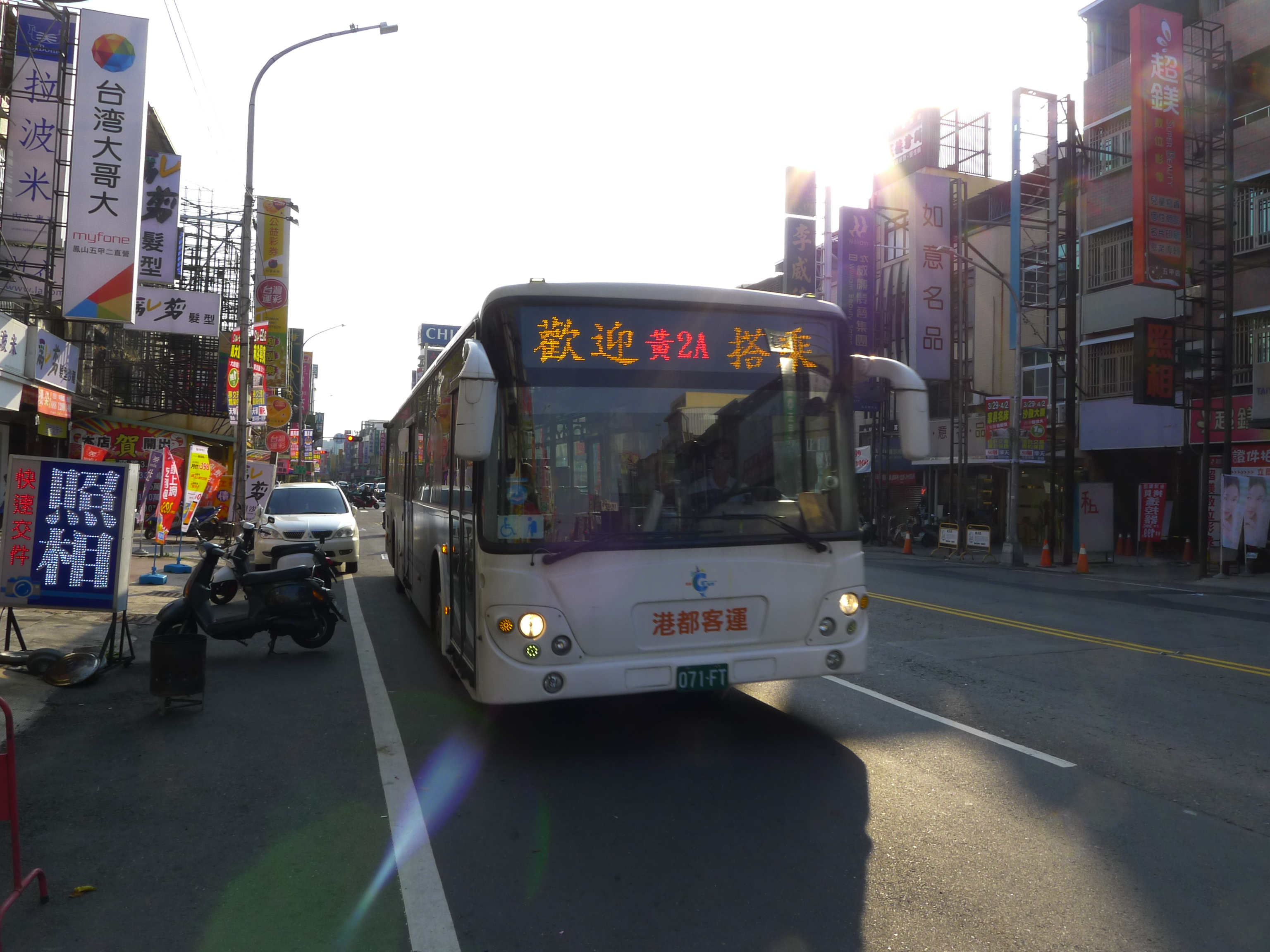
以柴油公車行駛的黃2A

- 中國廈門金龍KL5850L快充式低地板甲類電動公車（黃2A、黃2B、黃2C）：EAL-0906~EAL-0907、EAL-0911、EAL-0931、EAL-0933、EAL-0971、EAL-0976、EAL-0992~EAL-0997、EAL-2811、EAL-2813、EAL-2833、EAL-2836~EAL-2838、EAL-2866、EAL-2869、EAL-2873、EAL-2882、EAL-2888、EAL-2890~EAL-2897(此車款之全數配車與12、69小港幹線、214、紅3林園幹線、紅5、紅6、紅8路線共用配車)

### 收費方式
- 黃1：里程收費
- 黃2：里程收費[6]

（目前高雄市公車實施刷電子票證，每日最多二段票收費）
- 每段票費用：
  - 全票：新台幣12元
  - 半票：新台幣6元

### 班距
- 首班車:6:00
- 末班車:22:00
- 班距：尖峰每10-15分鐘一班，離峰每20-35分鐘一班

## 歷史
- 2017年4月5日，前瞻計畫核定通過高雄捷運黃線，高雄市民及議員倡議開闢黃線先導公車路線。
- 2018年4月1日，黃2線先導公車闢駛。
- 2018年10月10日，黃2線部分班次繞駛圓山飯店。
- 2018年12月1日，黃1線先導公車正式通車。
- 2020年8月31日，黃2A、黃2B、黃2C試辦部分班次繞駛正義高中，並編號為黃2D、黃2E、黃2F。
- 2021年1月1日，黃2D、黃2E、黃2F試辦部分班次繞駛正義高中結束，恢復原路線行駛。
- 2021年6月1日，黃1延駛路線停駛。

## 外部連結
- 高雄市公車動態資訊系統 （页面存档备份，存于）